# Dave Snuggerud
David Wilmer "Dave" Snuggerud, född 20 juni 1966, är en amerikansk före detta professionell ishockeyforward som tillbringade fyra säsonger i den nordamerikanska ishockeyligan National Hockey League (NHL), där han spelade för Buffalo Sabres, San Jose Sharks och Philadelphia Flyers. Han producerade 84 poäng (30 mål och 54 assists) samt drog på sig 127 utvisningsminuter på 265 grundspelsmatcher.
Han spelade också för Minnesota Moose i International Hockey League (IHL); Minnesota Golden Gophers i National Collegiate Athletic Association (NCAA) samt Minneapolis Stars i United States Hockey League (USHL).
Snuggerud blev aldrig NHL-draftad.
Efter den aktiva spelarkarriären arbetade han som ishockeytränare för Chaska High Schools herrishockeylag mellan 1998 och 2019.
Han är far till Jimmy Snuggerud.

## Statistik
| Källa: Utv = Utvisningsminuter | Källa: Utv = Utvisningsminuter | Källa: Utv = Utvisningsminuter |             | Grundserie  | Grundserie  | Grundserie  | Grundserie  | Grundserie  |             | Slutspel    | Slutspel    | Slutspel    | Slutspel    | Slutspel |
| Säsong                         | Lag                            | Liga                           | Matcher     | Mål         | Assist      | Poäng       | Utv         | Matcher     | Mål         | Assist      | Poäng       | Utv         |             |          |
| ------------------------------ | ------------------------------ | ------------------------------ | ----------- | ----------- | ----------- | ----------- | ----------- | ----------- | ----------- | ----------- | ----------- | ----------- | ----------- | -------- |
| 1983–1984                      | Hopkins Lions Club             |                                | 17          | 10          | 19          | 29          | 30          | —           | —           | —           | —           | —           |             |          |
| 1984–1985                      | Minneapolis Stars              | USHL                           | 48          | 38          | 35          | 73          | 26          | 9           | 3           | 3           | 6           | —           |             |          |
| 1985–1986                      | Minnesota Golden Gophers       | NCAA                           | 42          | 14          | 18          | 32          | 47          | —           | —           | —           | —           | —           |             |          |
| 1986–1987                      | Minnesota Golden Gophers       | NCAA                           | 39          | 30          | 29          | 59          | 38          | —           | —           | —           | —           | —           |             |          |
| 1987–1988                      | USA:s herrlandslag             |                                | 51          | 14          | 21          | 35          | 26          | —           | —           | —           | —           | —           |             |          |
| 1988–1989                      | Minnesota Golden Gophers       | NCAA                           | 45          | 29          | 20          | 49          | 39          | —           | —           | —           | —           | —           |             |          |
| 1989–1990                      | Buffalo Sabres                 | NHL                            | 80          | 14          | 16          | 30          | 41          | 6           | 0           | 0           | 0           | 2           |             |          |
| 1990–1991                      | Buffalo Sabres                 | NHL                            | 80          | 9           | 15          | 24          | 32          | 6           | 1           | 3           | 4           | 4           |             |          |
| 1991–1992                      | Buffalo Sabres                 | NHL                            | 55          | 3           | 15          | 18          | 36          | —           | —           | —           | —           | —           |             |          |
|                                | San Jose Sharks                | NHL                            | 11          | 0           | 1           | 1           | 4           | —           | —           | —           | —           | —           |             |          |
| 1992–1993                      | San Jose Sharks                | NHL                            | 25          | 4           | 5           | 9           | 14          | —           | —           | —           | —           | —           |             |          |
|                                | Philadelphia Flyers            | NHL                            | 14          | 0           | 2           | 2           | 0           | —           | —           | —           | —           | —           |             |          |
| 1993–1994                      | Spelade ej.                    | Spelade ej.                    | Spelade ej. | Spelade ej. | Spelade ej. | Spelade ej. | Spelade ej. | Spelade ej. | Spelade ej. | Spelade ej. | Spelade ej. | Spelade ej. | Spelade ej. |          |
| 1994–1995                      | Minnesota Moose                | IHL                            | 72          | 25          | 23          | 48          | 57          | 3           | 0           | 1           | 1           | 2           |             |          |
| NHL totalt                     | NHL totalt                     | NHL totalt                     | 265         | 30          | 54          | 84          | 127         | 12          | 1           | 3           | 4           | 6           |             |          |
| NCAA totalt                    | NCAA totalt                    | NCAA totalt                    | 126         | 73          | 67          | 140         | 124         | —           | —           | —           | —           | —           |             |          |

### Internationellt
| Källa: Utv = Utvisningsminuter | Källa: Utv = Utvisningsminuter | Källa: Utv = Utvisningsminuter |         |     |         |       |     |  |
| År                             | Lag                            | Mästerskap                     | Matcher | Mål | Assists | Poäng | Utv |  |
| ------------------------------ | ------------------------------ | ------------------------------ | ------- | --- | ------- | ----- | --- |  |
| 1988                           | USA                            | OS                             | 6       | 3   | 2       | 5     | 4   |  |
| 1989                           | USA                            | VM                             | 10      | 4   | 1       | 5     | 2   |  |
| Senior totalt                  | Senior totalt                  | Senior totalt                  | 16      | 7   | 3       | 10    | 6   |  |